# エストリマ・BIRO
エストリマ・BIRO（伊: Estrima Birò）は、イタリアのEstrimaが開発、生産する小型電気自動車。

## 概要
エストリマ・BIROは普通自動車の免許で公道を運転できる小型電気自動車。リチウムイオン電池を搭載しており、全幅1030×全長1740×全高1560mmで2人乗りだが、日本国内で公道を走行する場合には1人の乗車のみ可能。充電池を着脱出来る仕様と固定式の仕様がある。

## ギャラリー

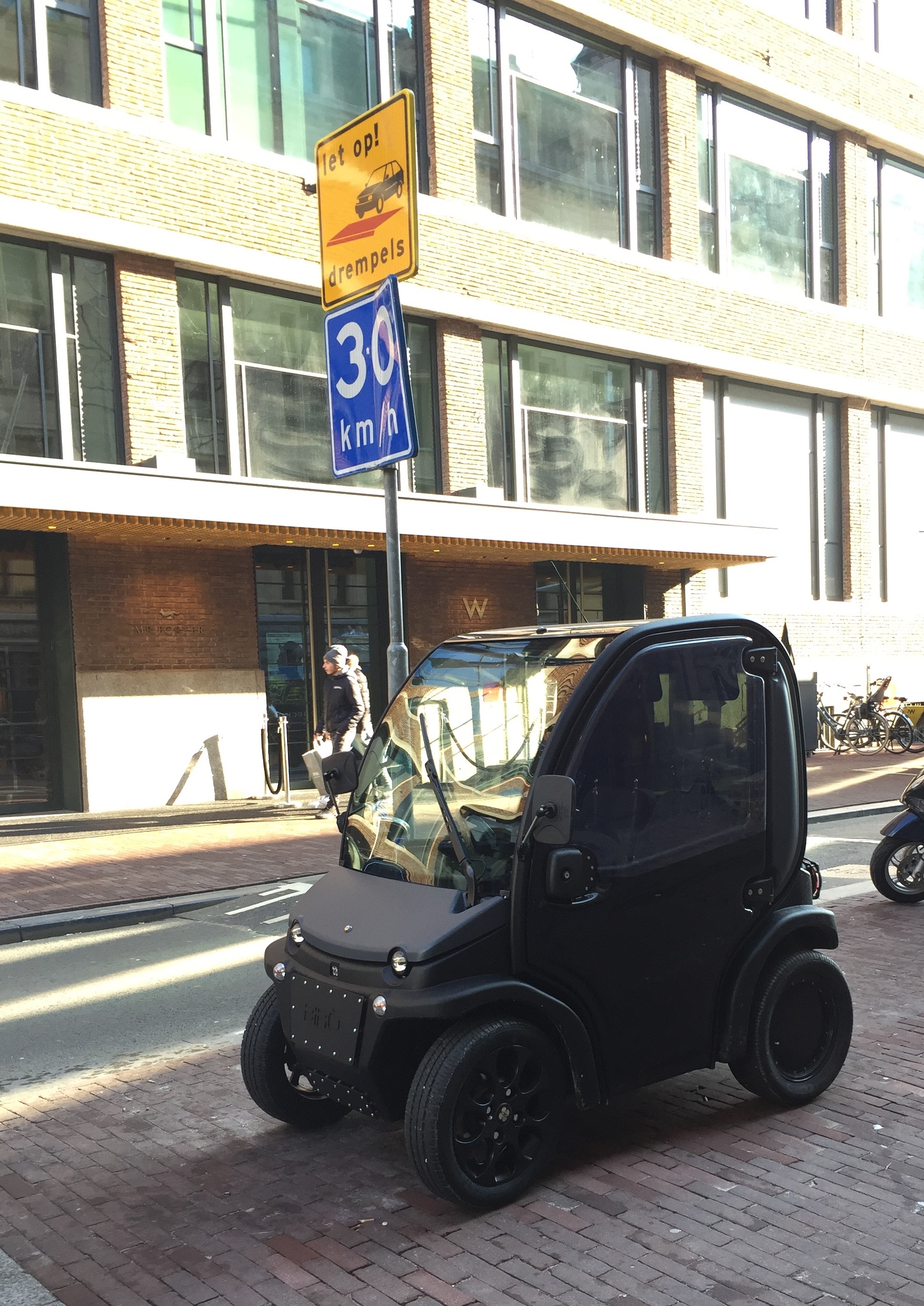
エストリマ・BIRO
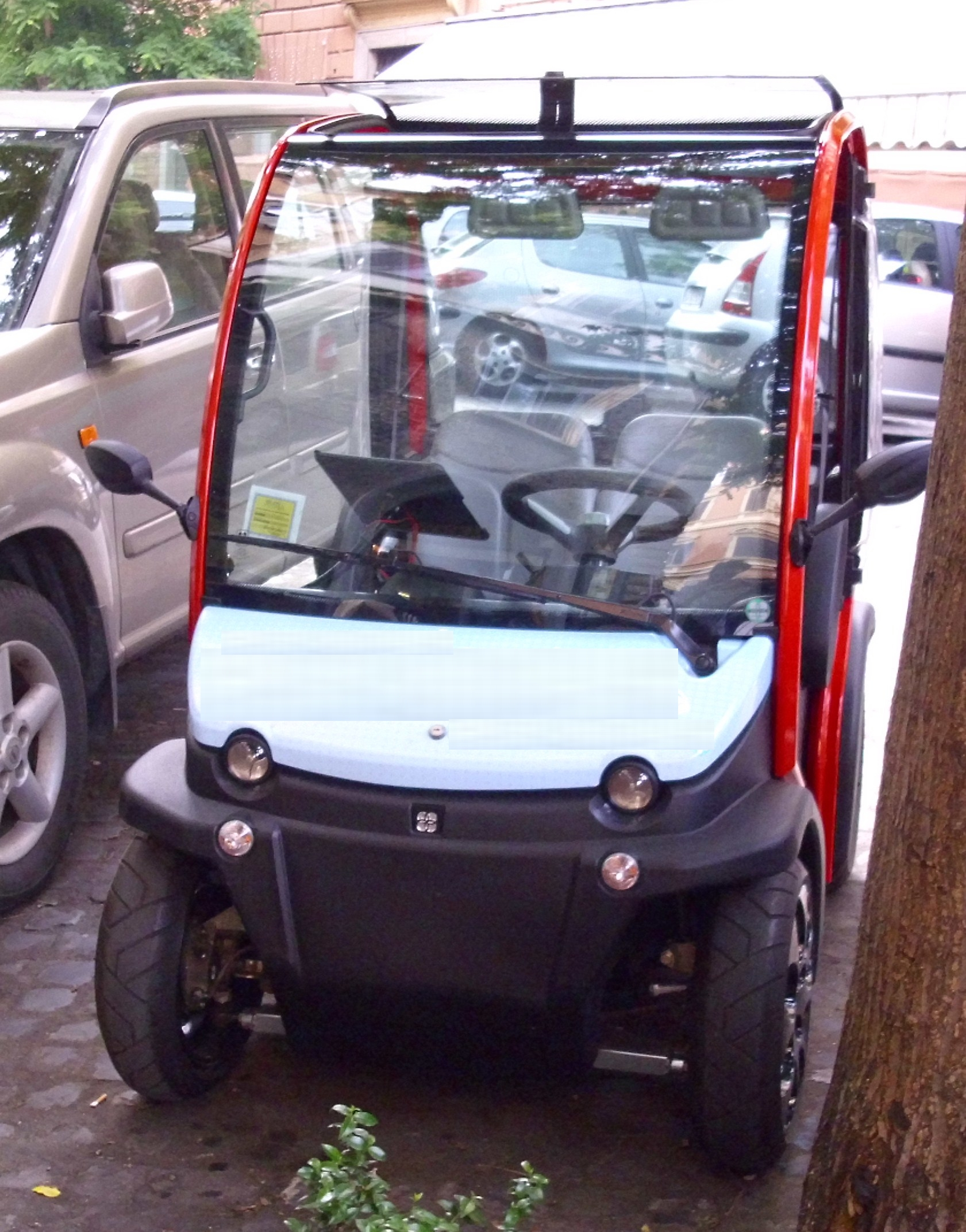
前面
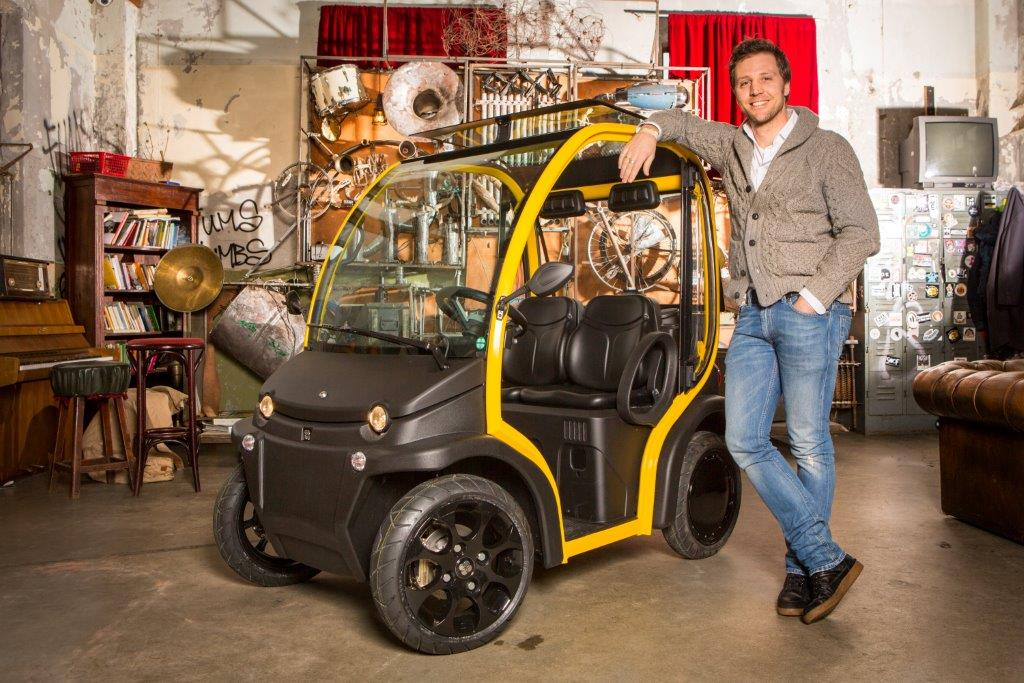
最高経営責任者のMatteo Maestri
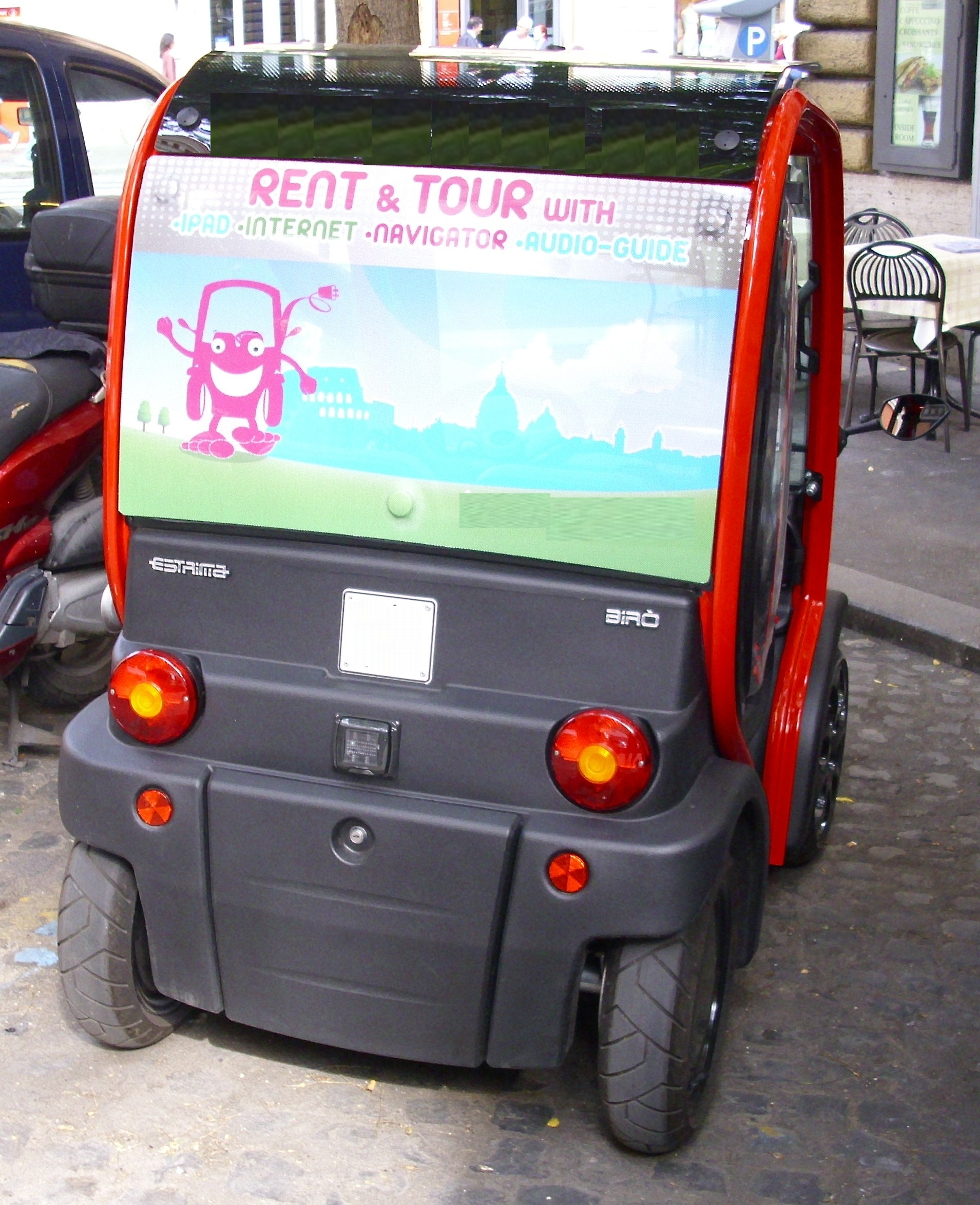
後部
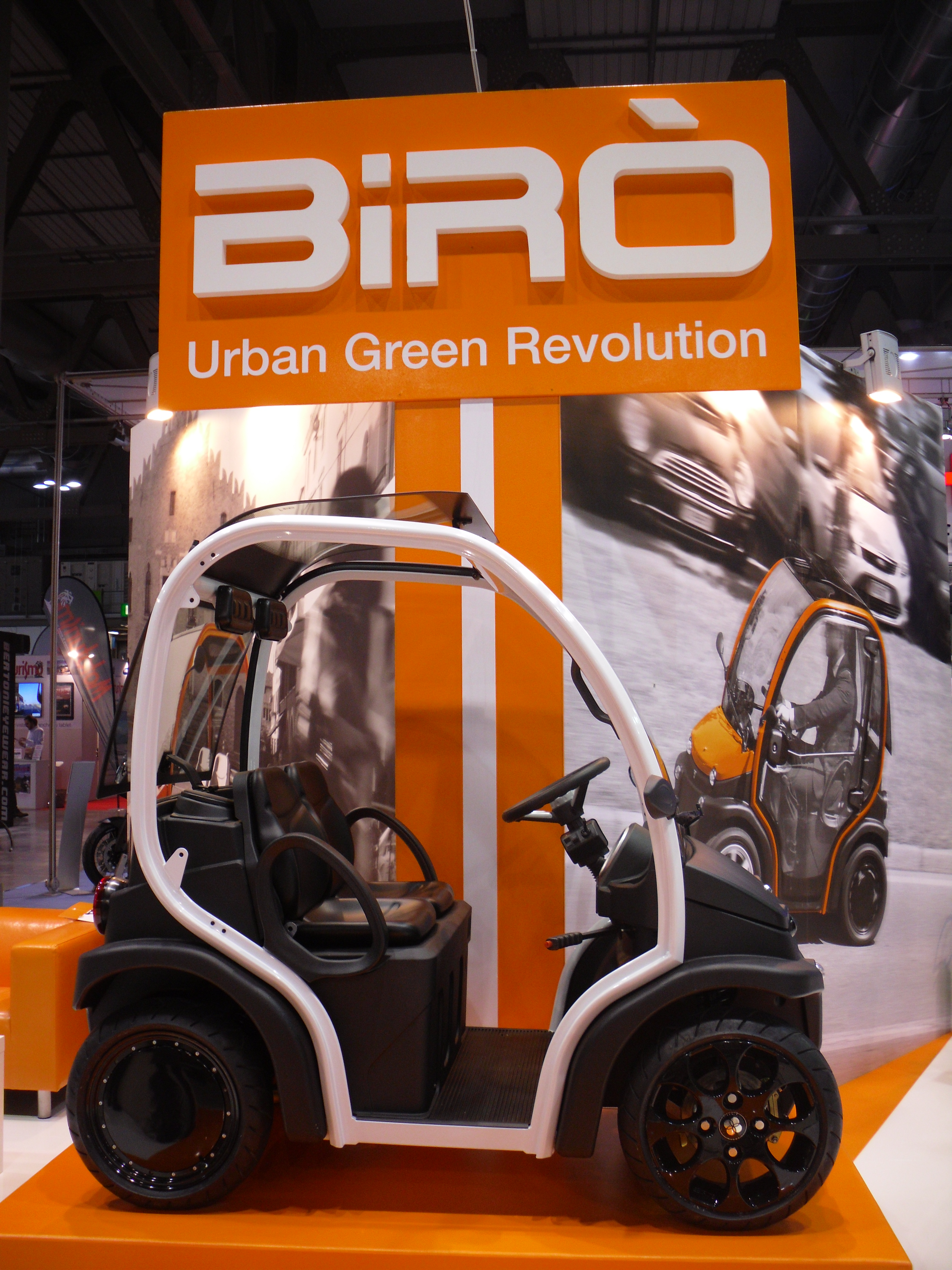
側面